# De situ Britanniae
De situ Britanniae (La descrizione della Britannia) è una falsa opera geografica e storiografica romana, contenente una descrizione dei popoli e dei luoghi della Britannia romana.
L'opera pretendeva di essere un resoconto realizzato da un generale dell'impero romano tramandato da un manoscritto di Riccardo di Cirencester (monaco inglese del Trecento, figura di cronista medievale realmente esistita), reso disponibile per la prima volta nel 1749. Per oltre un secolo, fu considerata una fondamentale fonte di informazione sulla Britannia romana, con effetti distorsivi che si sono protratti nel tempo.

## Contenuti

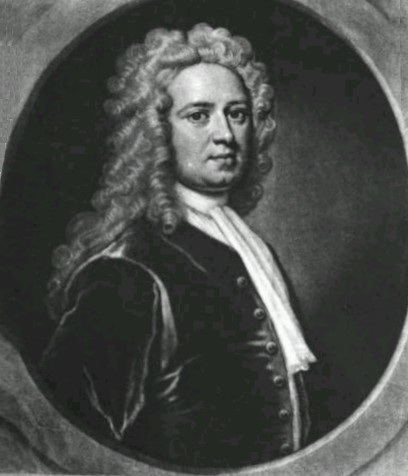
L'antiquario William Stukeley, vittima della frode

L'opera si presentava come un concentrato delle conoscenze contenute nelle fonti antiche conosciute, con notevoli aggiunte. Contiene un itinerario molto più ampio dell'Itinerarium Antonini.

## Storia della falsificazione

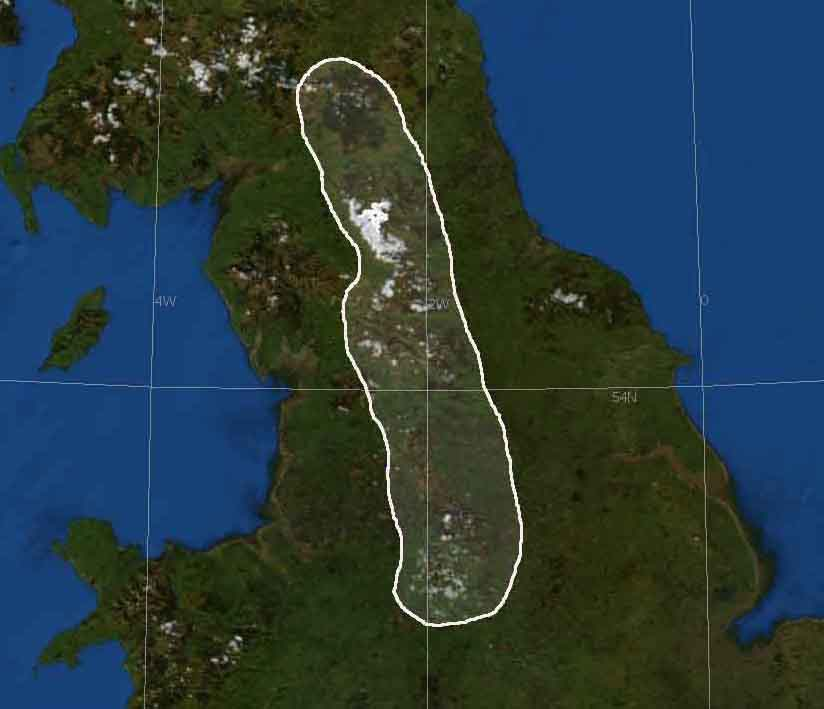
I monti Pennini, un finto oronimo celtico, che nasce invece nel XVII secolo, con il De situ Britanniae

La falsificazione fu ideata da Charles Bertram, un inglese del XVIII secolo, allora residente a Copenaghen. Dapprima, nel 1746, rivelò l'esistenza del De Situ Britanniae in una lettera al celebre antiquario William Stukeley: Bertram sosteneva di aver accesso a un antico manoscritto di un monaco medievale, un certo Riccardo di Westminster, contenente molte informazioni sulla Britannia romana. Alla risposta di Stukeley, Bertram fece seguire una nuova missiva con allegata una lettera di Hans Gram, studioso danese molto rispettato nelle università inglesi.
Bertram inviò quindi a Stukeley un frammento della pergamena, di cui il bibliotecario della Cotton Library certificò la vetustà di 400 anni. Dalle referenze di Gram, e dall'antichità del frammento di pergamena, Stukeley dedusse la genuinità del manoscritto e l'attendibilità di Bertram. Nel 1749 Bertram forniva a Stukeley una copia da lui realizzata del manoscritto e della mappa contenutavi, che entrarono nella disponibilità dell'Arundel Library della Royal Society.
Stukeley identificò l'autore del manoscritto con Riccardo di Cirencester e, nel 1756, tenne un'analisi del manoscritto dinanzi alla Society of Antiquaries, che fu poi pubblicata con una copia della mappa allegata. Nel 1757 Bertram pubblicò a Copenaghen un volume intitolato  Britannicarum gentium historiæ antiquæ scriptores tres: Ricardus Corinensis, Gildas Badonicus, Nennius Banchorensis.
Vi erano contenute opere di Gildas e Nennius e il testo integrale della falsificazione, e poiché la mappa di Bertram non corrispondeva a quella di Riccardo di Cirencester, Stukeley scartò quest'ultima e adottò un miscuglio di esse nel suo Itinerarium Curiosum, pubblicato postumo nel 1776. Oltre a Stukeley, la falsificazione riuscì a ingannare molti antiquari successivi, tra cui John Lingard (1771–1851).
L'accettazione acritica dell'opera spuria ebbe grande diffusione in Gran Bretagna. Sebbene si sollevassero occasionali dubbi sulla collocazione del manoscritto originale e della mappa, per molto tempo non vi fu un impegno serio a valutare la validità della copia. La fine della storia cominciò a delinearsi circa un secolo dopo, verso la metà dell'Ottocento, quando cominciarono ad affollarsi i sospetti sull'autenticità del documento.
Nel 1845 il filologo tedesco Friedrich Carl Wex fu il primo a metterne in dubbio la genuinità, scrivendo un articolo per il Rheinisches Museum, poi tradotto in inglese sul numero di ottobre 1846 del The Gentleman's Magazine. Ulteriori prove della sua falsità emersero negli anni successivi. Lo svelamento definitivo della frode si ebbe nel 1866-67, grazie all'opera indipendente di due autori, Bernard Bolingbroke Woodward (che ne scrisse sul Gentleman's Magazine) e John Eyton Bickersteth Mayor, nell'introduzione alle opere di Riccardo di Cirencester, da lui pubblicata nel 1868-69.

## Impatto
All'epoca dello smascheramento della frode storica, le false informazioni contenute nell'opera erano già state incorporate praticamente in ogni pubblicazione sulla storia della Britannia. Anche dopo lo svelamento della falsificazione, l'opera ha continuato a esercitare effetti negativi: ad esempio, essa continuava ad apparire in opere successive, come la riedizione, nel 1872, di Six English chronicles di John Allen Giles, un testo originariamente pubblicato nella Bohn's Antiquarian Library nel 1848.

### Toponimo dei Monti Pennini
Il De situ Britanniae ha lasciato anche una traccia duratura sulla toponomastica dell'Inghilterra. La catena dei monti Pennini ha un nome che sembra richiamare il celtico penno (altura), suggerendo un'etimologia che sta all'origine anche di altri toponimi montani. In realtà, la prima citazione attestata del nome si ha proprio nel De situ Britanniae.

### Base navale romana di Theodosia
Un altro esempio è l'ipotetica base navale della marina militare romana, presso l'odierna Dumbarton, che avrebbe portato il nome greco di Theodosia: l'esistenza della base militare, nell'ultima parte del IV secolo, proviene proprio dal falso di Bertram, ma la cui esistenza è oggi rigettata dagli storici. Nonostante questo, questa informazione può essere trovata in lavori di riferimento anche anni dopo che la falsità era stata svelata (ad esempio, nella voce «Dumbarton» della Enciclopedia britannica, XI edizione, del 1911).

## Edizioni
- Carolus Bertramus, Britannicarum gentium historiæ antiquæ scriptores tres: Ricardus Corinensis, Gildas Badonicus, Nennius Banchorensis, Impensis editoris, Londiniun, 1757
- Charles Bertram, The Description of Britain, Translated from Richard of Cirencester, a cura di Henry Hatcher, Ed. J. White and Co, Londra, 1809
- La cronaca è incorporata in John Allen Giles (a cura di), Six English chronicles, Bohn's Antiquarian Library, 1848 (2ª edizione, 1872)